# Tomasz Sroka
Tomasz Sroka – polski prawnik, doktor habilitowany, nauczyciel akademicki Uniwersytetu Jagiellońskiego, adiunkt w Zakładzie Bioetyki i Prawa Medycznego w Katedrze Prawa Karnego na Wydziale Prawa i Administracji UJ.

## Życiorys
W 2006 ukończył studia prawnicze na Uniwersytecie Jagiellońskim. W 2010 ukończył studia podyplomowe „Prawo autorskie, wydawnicze i prasowe” na Uniwersytecie Jagiellońskim. W 2012 uzyskał stopień doktora nauk prawnych na podstawie pracy Odpowiedzialność karna za niewłaściwe leczenie w świetle badań aktowych, której promotorem był Włodzimierz Wróbel. W 2022 uzyskał habilitację w dziedzinie nauk społecznych w dyscyplinie nauki prawne na podstawie pracy Prewencyjne pozbawienie wolności.
Wśród jego zainteresowań naukowych są prawo medyczne, prawo ochrony zdrowia, prawo karne, międzynarodowe prawo medyczne, prawo zdrowia publicznego.
Został sekretarzem Studiów Podyplomowych „Prawo medyczne i bioetyka”, opiekunem Koła Naukowego Prawa Medycznego UJ, członkiem Komisji Dyscyplinarnej ds. Studentów UJ i członkiem zarządu Krakowskiego Instytutu Prawa Karnego Fundacji (2014-2017).
Prowadził na Uniwersytecie Jagiellońskim zajęcia dydaktyczne z prawa medycznego z elementami bioetyki, z prawa medycznego i deontologii lekarskiej (CM UJ), Medical Law and Deontology (CM UJ), Introduction to Medical Law and Bioethics oraz seminaria magisterskie.